# Leioproctus nigropurpureus
Leioproctus nigropurpureus is een vliesvleugelig insect uit de familie Colletidae. De wetenschappelijke naam van de soort is voor het eerst geldig gepubliceerd in 1935 door Rayment.